# Gowalla
Gowalla war ein standortbezogenes soziales Netzwerk, welches durch Software für Mobiltelefone und Smartphones funktionierte. Gowalla wurde am 2. Dezember 2011 von Facebook Inc. (heute: Meta Platforms) übernommen, die Kosten für die Übernahme wurden geheim gehalten. Am 10. März 2012 gab Gowalla auf seiner Website bekannt, dass der Betrieb mit sofortiger Wirkung eingestellt sei.
Neben Facebook Places, Foursquare und Brightkite war Gowalla in den 2010er Jahren einer der weltweit wichtigsten Anbieter standortbezogener sozialer Netzwerke.

## Funktionsweise
Gowalla nutzte die GPS-Fähigkeit von Mobiltelefonen oder Smartphones, um den aktuellen Standort der Benutzer zu orten. Benutzer konnten daraufhin an den Standorten (Spots) einchecken. Dies war über die mobile Website m.gowalla.com oder über gerätespezifische Apps möglich, die für Android, Blackberry, iPhone, webOS und Windows Phone zur Verfügung stehen. Zum Einchecken musste man sich innerhalb des Eincheckradius des Ortes befinden, dieser betrug fünf Kilometer. Orte, die noch nicht vorhanden waren, konnten von den Benutzern erstellt werden. Der Ersteller (Commissioner) hatte die Möglichkeit, diesen Ort später zu editieren. Gowalla konnte touristisch interessante Orte zu außergewöhnlichen Orten (featured spots) machen. Diese Orte bekamen einen speziellen Status und ein individuelles Icon.

### Ursprüngliche Konzeption
Bis zum 22. September 2011 standen die Check-ins im Mittelpunkt von Gowalla. Bei einem Check-in konnten Benutzer nach dem Zufallsprinzip virtuelle Artikel (Items) als Bonus erhalten, die an Orten getauscht oder abgelegt werden können. Benutzer wurden Gründer (Founder) eines Ortes, wenn sie dort einen Artikel ablegten. Artikel konnten auch archiviert und somit gesammelt werden. Für besondere Veranstaltungen, Unternehmen oder Institutionen konnten eigene Artikel erstellt werden. Jeder Benutzer konnte bis zu 25 Touren (Trips) erstellen, die jeweils maximal 25 Orte enthalten konnten.
Check-ins konnten über verbundene Konten auf Twitter, Facebook, Tumblr oder Foursquare angezeigt werden.
Für das Erreichen bestimmter Herausforderungen (Challenges), wie zum Beispiel dem 100. Check-in oder Gründung des 50. Ortes, erhielt der Benutzer Pins. Ebenso gab es Pins für den Besuch von Ländern oder US-Bundesstaaten sowie für die Vollendung von Touren. Die Pins, die Artikel und die Anzahl der besuchten Orte waren im Reisepass (Passport) des Kunden vermerkt.

### Spätere Konzeption
Am 22. September 2011 wurde die Anwendung umfassend verändert. Eckpunkt war dann die Einführung von Reiseführern (Guides), die zum Start für 60 Städte weltweit erstellt wurden. Die Reiseführer enthielten die bisherigen Orte (Spots) und Empfehlungen (Highlights) in dieser Stadt. Auch die bisherigen Touren, die nun in Listen (Lists) umbenannt wurden, waren enthalten. Die Check-ins wurden in Geschichten (Story) umbenannt. Die Idee dabei war, Freunde, Informationen und Fotos so mit dem Check-in zu verbinden, dass eine Geschichte entsteht und dokumentiert wird. Das Social-Media-Konzept wurde so verändert, dass nicht mehr Freundschaften angefragt und bestätigt werden mussten. Stattdessen war es möglich, einseitig anderen Personen zu folgen. Der Begriff Freunde (Friends) wurde durch die Begriffe Follower und Following ersetzt. Pins wurden nun nur noch für den Besuch von Ländern und US-Bundesstaaten vergeben, nicht mehr für das Erreichen von Herausforderungen (Challenges) und das Vollenden von Touren (Trips).
Weitere Veränderung ist, dass die Anwendung mit dem Wechsel der Konzeption nur noch in Englisch zur Verfügung steht, die deutsche Version und Versionen in anderen Sprachen sind vorerst nicht mehr verfügbar. Weiterhin ist die Weitergabe von Informationen über verbundene Konten an Twitter, Facebook, Tumblr oder Foursquare nicht mehr möglich.

### Kritik und Datenschutz
Im Mai 2012 kritisierte die Stiftung Warentest, dass die Gowalla-App ungefragt alle E-Mail-Adressen und Namen nicht anonymisiert versendet. Ferner wurde bemängelt, dass auch die Gerätekennung und die Benutzungsstatistik an Gowalla gesendet wurden.

## Unternehmensgeschichte
Gowalla wurde 2009 von Josh Williams und Scott Raymond gegründet. Das Unternehmen erhielt im Dezember 2009 Venture Capital in Höhe von 8,4 Millionen US-Dollar über einen Fonds unter Federführung von Greylock Partners.
Am 2. Dezember 2011 wurde das Unternehmen von Facebook Inc. (heute: Meta Platforms) übernommen. Am 10. März 2012 wurde der Dienst eingestellt.